# Фанту Магисо
Фанту Магисо Манедо — эфиопская легкоатлетка, бегунья на короткие и средние дистанции. 
Победительница соревнований Golden Gala 2012 года на дистанции 800 метров с результатом 1.57,56. Победительница этапа Бриллиантовой лиги Adidas Grand Prix в беге на 800 метров с личным рекордом — 1.57,48.
В настоящее время владеет рекордами Эфиопии на дистанциях 200, 400 и 800 метров.

## Достижения
| Год  | Соревнование                   | Город    | Место     | Дисциплина   | Результат  |
| ---- | ------------------------------ | -------- | --------- | ------------ | ---------- |
| 2010 | Чемпионат Африки               | Найроби  | 10-е (sf) | 200 метров   | 24,45      |
| 2011 | Чемпионат Африки среди юниоров | Габороне | 2-е       | 200 метров   | 23,90 NR   |
| 2011 | Чемпионат Африки среди юниоров | Габороне | 1-е       | 400 метров   | 52,09      |
| 2011 | Чемпионат Африки среди юниоров | Габороне | 3-е       | 4x400 метров | 3.39,82 NR |
| 2011 | Чемпионат мира                 | Тэгу     | 23-е (sf) | 400 метров   | 53,41      |
| 2011 | Чемпионат мира                 | Тэгу     | 10-е (sf) | 800 метров   | 1.59,17    |
| 2011 | Всеафриканские игры            | Мапуто   | 2-е       | 800 метров   | 2.03,22    |
| 2012 | Чемпионат мира в помещении     | Стамбул  | 4-е       | 800 метров   | 2.00,30    |

## Сезон 2014 года
5 июня заняла последнее 12-е место в беге на 800 метров на соревнованиях Golden Gala — 2.12,26.